# 小笠原崇裕
小笠原 崇裕（おがさわら たかひろ、1980年11月22日 - ）は、愛知県田原市出身の自転車競技、マウンテンバイク(MTB)、エクステラ（XTERRA:オフロードトライアスロン)選手、UCI(国際自転車競技連合)公認レベル2コーチ、日本スポーツ協会公認自転車コーチ、JCF（日本自転車競技連盟）マウンテンバイクナショナルチームでは監督を務めている。

## 来歴
幼少期から自転車競技全般、トライアスロンで活躍しており、マウンテン・ロード・トライアスロンで数々の戦績を残していた。
2001年にはUCIマウンテンバイク世界選手権（XCO）に初選出され、以降通算5回選出された。
2002年マウンテンバイクU23全日本チャンピオンである。
2002年 TEAM TREK、2003年 TEAM GARY FISHERに所属、2004年からはアメリカに本拠地を移しTEAM SUBARU•GARY FISHER（UCI World team)に所属した。
2004年〜2005年はWorld CupやUS Cup に参戦し当時の日本人過去最高順位を記録した。同時に日本国内の公式レースのJシリーズでも多数入賞した。なお、この当時にゲイリー・フィッシャーが開発した29インチのマウンテンバイクに日本人としていち早く乗っていた。
2007年にはマウンテンバイクのプロ活動に加えてオフロードトライアスロンであるXTERRA（エクステラ）に参戦開始。初参加から日本人トップ選手として活躍し、以降10年以上に渡り海外レースを転戦。
Asia pacific tourなど数々の大会で入賞を果たした(Tour Ranking 3位、アジア人 1位)。XTERRA JAPANでは日本チャンピオンの座を8度獲得。エリートカテゴリで戦った日本人選手の中で群を抜いて世界に近く、当時の世界TOP10以内の選手と競い合っていた。
2010年からはマウンテンバイクナショナルチームのスタッフとして後身の育成に携わる傍らで、2012年にマウンテンバイク シングルスピード全日本チャンピオンを獲得。以降2017年にはUCIマウンテンバイク世界選手権（XCE）に参戦するなど、現在まで20年以上日本のトップカテゴリーに属しレースに参戦している。
国内最大のマウンテンバイクマラソンレースである「セルフディスカバリーin王滝 100km」で初の5時間切りを果たした(2003年 優勝)。
自ら選手として活動する傍ら、2000年代から大会プロデュースやアドバイザーとしても活動をしており、マウンテンバイクレースの監修のみならず、2014年にはロードレース、2018年以降はオフロードトライアスロン（Offroad triathlon)を国内に広める活動をしている。（後述あり）
その他、雑誌、ラジオ、TV、WEB CMなど、多くのメディアにも登場している。

## マウンテンバイク(MTB)指導者として
2010年・2011年のマウンテンバイク世界選手権およびマウンテンバイクアジア選手権の日本代表監督として指揮を執った。
2014年には日本ろう自転車競技協会のナショナルチーム監督に就任した（2014年-)。
2017年7月にトルコで開催されたデフリンピック（聴覚障害者のための総合スポーツ競技大会）では、自転車競技監督として、獲得メダル数および入賞率が過去最高となった。
その他、ジュニア選手、ユース選手の育成にも力を入れており、2019年度よりジュニア（中学生、高校生）を対象にしたマウンテンバイクチーム「Fine Nova LAB」を立ち上げた。（2018/12/3）
Fine Nova LAB メンバーの戦績は年々向上しており、2023年現在で出身選手がナショナルチームに入り同世代をリードする功績を残している。
この様に、自ら指揮をとっているチームや、10年以上前から毎年継続しているジュニア合宿など、ジュニア育成に力を入れており、そこから羽ばたいた選手が着実にナショナルチームに加入し、世界戦で成績を残している。
2023年8月には、スポーツ功労者　文部科学大臣顕彰・表彰式典 にて、2022年ブラジル デフリンピックの自転車競技で入賞をした選手の指導者として、その他の競技の指導者を代表し、永岡文部科学大臣から表彰を受けた。

## オフロードトライアスロン（Off road triathlon)
2018年 オフロードトライアスロンin菖蒲谷 のアドバイザーを務めたことを皮切りに、オフロードトライアスロンの面白さを日本国内に広める活動を行っており、2020年10月には自身の地元である愛知県田原市で第一回目となるオフロードトライアスロンin TAHARAを開催した。多くの地元スポンサーがつき、参加者は総勢100名を超えた。会場となった白谷海浜公園の美しい景色も大会に花を添えた。この大会は国内で唯一のオーシャンスイムのオフロードトライアスロンであり、2023年開催においては初回から3年間の無事故や地域の人々の理解も深まりバイクコースを一新。3種目ともに個性的なコースを持った、オフロードトライアスロンの大会である。

## メディア掲載・講演など
数々のメディアに指南役として継続的に登場している。また、学校や企業、各種団体向けの講演も行なっている。